# متلازمة الرأس المنفجر
متلازمة الرأس المنفجر (بالإنجليزية: Exploding head syndrome)‏ وتعرف اختصارًا EHS هي نوع من الهلوسات السمعية التي تصيب الإنسان، حيث يسمع فجأة صوت مزعجاً ومرتفعاً للغاية يشبه صوت الانفجار أو زئير الأسد أو اطلاق النار أو إغلاق الباب بقوة لكن مصدره داخل الرأس، وتكون هذه الأصوات والفوضى من وحي خيال الشخص،
وبعض الناس من الممكن أن يروا ومضات ضوئية خلال هذه المرحلة التي تكون في المراحل الأولى للنوم.
تظهر هذه الحالة بعد النوم بساعة أو ساعتين في غالب الأحيان، ولا يلازم هذا الصوت أي ألم، لكن أكثر ما يزعج فيه أن الهجمات الصوتية هذه تتزايد مما يخلق جواً من القلق والرعب لدى صاحبه.
وخلال التصنيف الدولي لاختلالات النوم في عام 2005 تم تصنيف هذه الحالة على أنها «خطل نومي», وهذا النوع الغير مألوف من الهلوسات السمعية تحدث في حالة عدم الاستيقاظ التام; أي في المراحل الأولى للنوم أو المراحل الأولى للاستيقاظ، علماً ان سبب أو آلية حدوث هذه المتلازمة غير معروفة لوقتنا هذا.
وحتى عام 2005 لم توجد أي دراسات كافية تعطي صورة عامة عن مدى انتشار هذه المتلازمة أو من المعرضين للإصابة بها.
وحتى عام 2014 لا يوجد أي جديد من التجارب الطبية التي تتعلق بوجود أي علاج آمن مؤثر لهذه المتلازمة، وقليل من تقارير الحالات المرضية التي نشرت تصف العلاج لأنواع الأمراض التي تدرسها هذه التقارير لعدد قليل من المرضى «2-12 مريض لكل تقرير تقريباً» ومن هذه العلاجات التي تناولتها التقارير (كلومييبراجين، فلوناريزين، نيفيديبين، توبيراميت، كاربامازيبين).
نشرت التقارير الطبية المتعلقة بهذه المتلازمة عام 1876 حيث وصف الطبيب سيلز وير ميتشيل (Silas Weir Mitchell) هذه الحالة من الاضطرابات، عندما ذكر حالة رجلين يعانيان مما وصفه بـ «الانبعاثات الحسية»، وما ذكره الرجلان من سماع «أجراس صاخبة»، أو «طلقات رصاص» توقظهم من النوم.
العبارة«متلازمة الرأس المنفجر» صيغت في عام 1920 من خلال الطبيب النفسي "Robert Armstrong-Jones", وفي شرح مفصل عن هذه المتلازمة أعطي من خلال أخصائي الاعصاب البريطاني"John M. S. Pearce"في عام 1989.

## الأسباب
الأسباب الكامنة وراء حدوث متلازمة الرأس المنفجر (EHS) لا تزال غير معروفة لحد الآن. تم طرح عدد من الفرضيات، ولكن أكثرها شيوعًا هي خلل التشكل الشبكي في جذع الدماغ المسؤول عن مرحلة الانتقال بين الاستيقاظ والنوم.
تشمل النظريات الأخرى:
- نوبات صغيرة تؤثر على الفص الصدغي.[12]
- اختلالات الأذن، بما في ذلك التحولات المفاجئة في مكونات الأذن الوسطى أو أنبوب الاستاكيوس، أو تمزق التيه الغشائي أو الناسور التيهي.[12][13]
- التوتر والقلق.
- النوم المتغير والمكسور، المرتبط بانخفاض النوم دلتا.
- متلازمة الانقطاع عن مضادات الاكتئاب.[12]
- اختلال وظيفي مؤقت في قناة الكالسيوم.[12]
- اضطراب الكرب التالي للصدمة النفسية.

## العلاج
اعتباراً من عام 2018، لم تجر أي تجارب سريرية لتحديد العلاجات الآمنة والفعالة؛ تم نشر عدد قليل من التقارير التي تصف علاج أعداد صغيرة من الناس (من اثنين إلى اثني عشر شخص لكل تقرير) مع كلوميبرامين، فلوناريزين، نيفيديبين، توبيرامات، كاربامازيبين. تشير الدراسات إلى أن التعليم والطمأنينة يمكن أن تقلل من تكرر حلقات EHS. هناك بعض الأدلة على أن الأفراد الذين يعانون من EHS نادراً ما يبلغون عن الحوادث إلى الأطباء المهنيين.

## علم الأوبئة
لم تكن هناك دراسات كافية للقيام بتصريحات قاطعة حول مدى شيوعها أو من هم الأكثر تضرراً. وجدت إحدى الدراسات أن 14% من عينة من الطلاب الجامعيين أبلغوا عن مرورهم بحلقة واحدة على الأقل خلال فترة حياتهم، مع ارتفاع معدلات أولئك الذين لديهم شلل النوم أيضًا.